# 저거너트

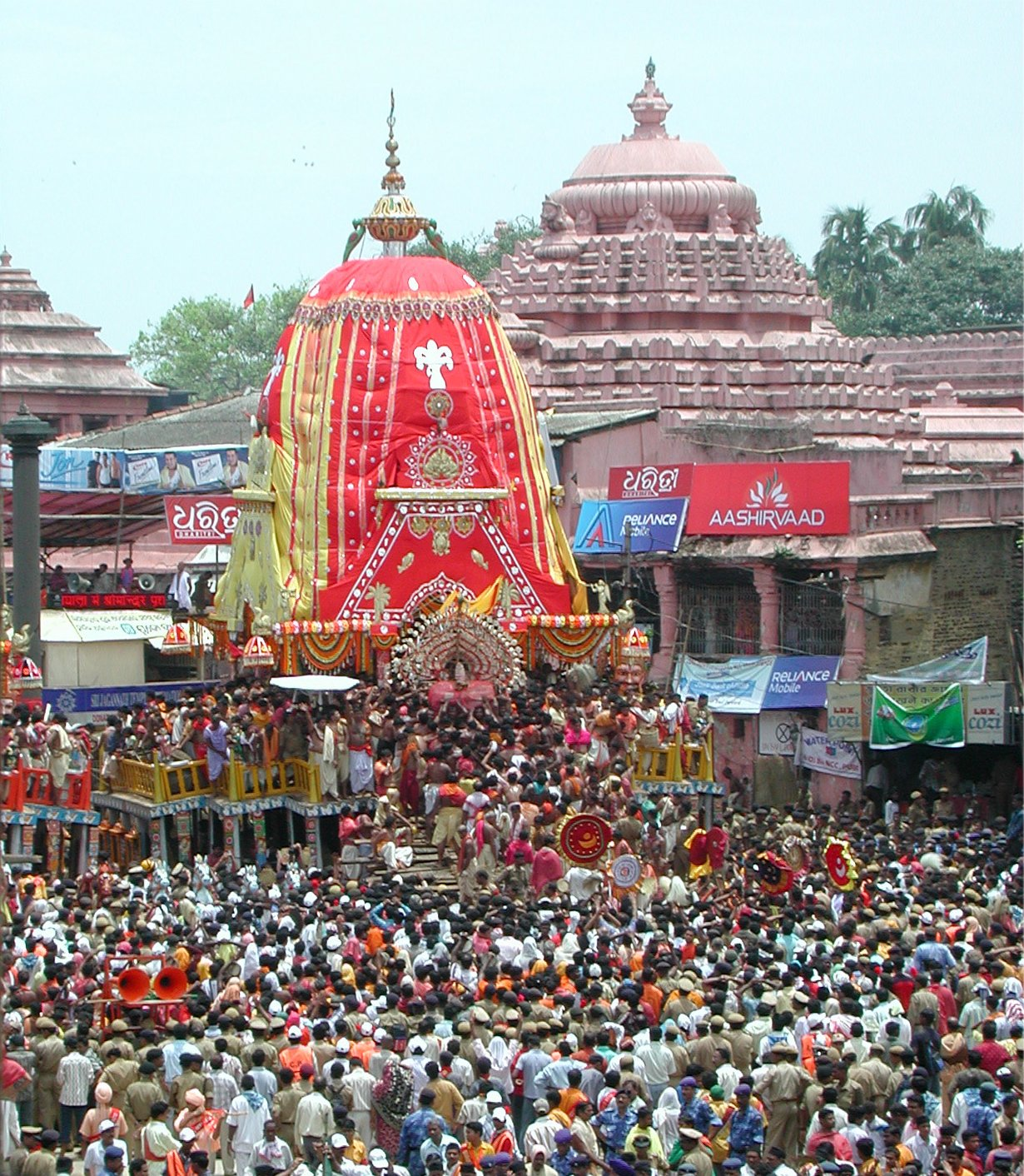
2007년 푸리의 자간나트 사원에서 열린 라타 야트라.

저거너트(Juggernaut)는 무자비하고 파괴적이며 막을 수 없는 것으로 간주되는 힘을 뜻하는 영어 낱말이다.
이름은 힌두교의 신인 자간나트에서 유래했으며, 오리사 주 푸리의 자간나트 사원에서 열리는 힌두교 축제인 라타 야트라(Ratha Yatra)에서 자간나트의 나무 조각상을 실은 거대한 전차의 행렬에서 사람들이 인신공희로 전차의 바퀴 밑에 몸을 던져 압사당했다는 13세기 프란치스코회 수도사 오도릭의 기록에서 최초로 발견되었다.
현대 영어에서의 용례는 압도적인 것을 비유하는 증기 롤러와 충차에서 사용되며, 사회적 현상에서는 밴드왜건과 유사하나 저거너트는 종교적인 색채가 강하다는 차이점이 있다. 영국 영어에서는 대형 트럭이나 트레일러 트럭을 의미하기도 한다.

## 같이 보기
- 라타